# ノーウォーク鉄道事故
ノーウォーク鉄道事故（ノーウォークてつどうじこ）は、1853年5月6日にアメリカ合衆国・コネチカット州のノーウォークで発生した鉄道事故である。50mphで走行中の列車が開橋状態の旋回橋へ進入、ノーウォーク・ハーバーへ転落し48人が死亡した。この事故はアメリカにおける鉄道橋で発生した初の重大事故となった。

## 事故の経過

### 背景
事故はニューヨーク・アンド・ニューヘイブン鉄道のロングアイランド湾の小さな入江を渡る旋回橋（現存）で発生した。この橋のニューヨーク側には急カーブがあるため、柱の上に取り付けた赤いボールを高い位置に上げること（ボール信号機が進行を現示）で、橋を通行できることを示していた。

### 事故発生
ニューヨーク発ボストン行き急行（荷物車2両+客車5両）は乗客200人をのせてニューヨークを午前8時00分（現地時間）に出発した。この列車は代理の運転士が運転しており、このルートを通る3回目の乗務だった。当時、橋は蒸気船パシフィックが通過した直後で開いていた（入江を通航する船舶が通れる状態）。運転士は橋へ接近中、信号の確認を怠り、400フィートほど手前で橋が開いていることに気づいた。運転手はブレーキをかけ、逆転機を後進に入れたが間に合わず、列車は橋から転落した。運転手と火夫は衝突直前に機関車から飛び降り重傷を免れた。機関車は60フィートの間を飛び越え、軌道より8フィート下にある反対側の橋台に激突し、12フィートの水中に沈んだ。後続する荷物車は機関車に乗り上げる形で停止した。先頭の客車は荷物車に追突し、2両目の客車に乗り上げられる形で水没した。3両目の客車は前後に引き裂かれ、前部は橋脚の端にぶら下がり、後部は軌道上に残った。それより後ろの客車は軌道上に留まっていた。48人が死亡し、30人が負傷したが、そのほとんどは先頭の客車に乗っていた。さらに8人が行方不明であると報じられた。
列車にはニューヨークで開かれた米国医師会の第6回年次総会から帰る多くの医師が乗っており、そのうちの7人が死亡した。無傷の生存者の中にはハートフォード・クーラント紙にこの事故についての記述を書いたガードン・ワズワース・ラッセル医師 (Dr. Gurdon Wadsworth Russell) がいた。彼はこの記述の中で死者について、「溺れたことによる窒息の症状すべてを呈しており、おそらくは一瞬にして溺れたのだろう、そして破壊された車両に閉じ込められ、押しつぶされた状態であった。なんて憂鬱な光景なんだ。 ("presented all the symptoms of asphyxia from drowning, and were probably drowned at once, being confined and pressed by broken cars. Oh, what a melancholy scene that!")」 と記している。
またアメリカを旅行中だったドイツ・バプテスト教会創始者のヨハン・ゲルハルト・オンケンも生存者の一人である。

## 事故後
事故による大衆のパニックや憤りの結果として、コネチカット州議会は全列車に対してどのような可動橋でも渡る前に一旦停止するように義務付ける法律を施行した。また運転士は重過失罪で起訴され主に事故に対して責任があるとされた。

11年後にカナダで同様の事故が発生しこの事故よりも多くの死者（99人）を出している。